# Nanokristall
Ein Nanokristall ist ein kristalliner Stoff, dessen Größe im Bereich von Nanometern liegt, also ein Nanopartikel mit einer größtenteils kristallinen Struktur. Diese Materialien sind technisch interessant, da viele ihrer elektrischen und thermodynamischen Eigenschaften  von ihrer Größe abhängen. Daher kann die Ausprägung dieser Eigenschaften durch präzise Verarbeitung des Materials kontrolliert werden.
Außerdem sind Nanokristalle für die Forschung interessant, da ihr Kristallgitter zum Teil homogen sein kann. Die aus Forschungen an diesen Einkristallstrukturen gewonnenen Informationen können dazu beitragen, das Verhalten von makroskopischen Proben ähnlicher Materialien nachzuvollziehen, deren kristalline Struktur Gitterfehler wie Korngrenzen aufweist, die die Forschungen erschweren würden.
Halbleitende Nanokristalle im Größenbereich von unter 10 Nanometern werden oftmals auch als Quantenpunkte bezeichnet.